# Red Pollard
La più grande gara della mia vita, con il più grande cavallo che sia mai esistito.»
(Red Pollard, dopo la vittoria alla Santa Anita Handicap - 1940)
John M. Pollard, detto Red (Edmonton, 27 ottobre 1909 – Pawtucket, 7 marzo 1981), è stato un fantino canadese di purosangue inglesi da corsa.
Membro fondatore della Jockey's Guild del 1940, Pollard ha partecipato ad alcune tra le competizioni più importanti degli Stati Uniti, ma è famoso principalmente per essere stato il fantino del leggendario Seabiscuit.

## Biografia

### Inizio carriera
John "Red" Pollard nasce nel 1909 ad Edmonton, Alberta (Canada). Figlio di immigrati irlandesi, Pollard deve il suo soprannome (red=rosso) proprio a questa discendenza dalla quale eredita i capelli rossi. Secondo di sette figli, cresce in una casa chiassosa, dato il numero di fratelli e sorelle. Da ragazzo, si appassiona all'atletica e specialmente alla boxe. Oltre allo sport, un'altra sua grande passione sono la letteratura e la poesia. Questo suo amore verso i libri lo porta a sfidare molte volte la sorella Edie su chi dei due sia più bravo a memorizzare brani tratti dai libri. Ma tra tutti questi interessi, spicca fortemente il più grande: il suo cavallo Forest Dawn.
Alla fine degli anni venti, a causa della Grande depressione, la fabbrica di mattoni del padre Michal Pollard, fallisce e Red aiuta il bilancio familiare facendo consegne per un grossista di alimenti per cavalli. Questo suo stretto contatto con questi animali, lo porta a decidere, nonostante la sua giovane età, di voler intraprendere il mestiere di fantino.
All'età di 15 anni, per problemi di soldi, i genitori di Red, decidono di affidarlo ad un tutore che si prenda cura di lui. Questo allontanamento dai suoi affetti, finirà per ritardare l'avverarsi del suo sogno. Un anno dopo, il suo tutore lo abbandona durante alcune gare che si svolgono in Montana e da quel momento, il ragazzo rimane solo a prendersi cura di sé. Passa un paio d'anni a girovagare per il paese, frequentando piccoli ippodromi in cerca di un lavoro come fantino. Una sua peculiarità negativa era il fatto di essere sopra la media per un fantino. Infatti, la sua altezza si aggirava intorno al 1,73 m, mentre la media per un fantino professionista è di 1,60 m. Partecipa a parecchie corse, senza mai vincerne una. Decide allora, per arrotondare, di partecipare a degli incontri di boxe notturni con il soprannome di "Cougar" (puma), ma gli spettatori lo incitano chiamandolo principalmente con il soprannome di "Red".

### La compagnia dei libri
Essendo le corse dei cavalli degli avvenimenti stagionali, Pollard era sempre in movimento per sbarcare il lunario. Viaggiava verso il Canada in estate e in California in autunno e primavera. In inverno si recava a Tijuana (Messico). I suoi unici compagni di viaggio erano i libri che portava sempre con sé, in tasca. Tra i suoi preferiti c'erano Shakespeare e una collezione di Ralph Waldo Emerson. Nonostante guadagnasse il minimo per mangiare, e passasse le sue notti a dormire nelle stalle dei cavalli, sua sorella Edie dichiarò in seguito che "Red era felice come pochi".

### Cavalli difficili
Nel 1927 Pollard viene venduto (i fantini sono considerati di proprietà della squadra, al pari dei calciatori) ad un cavaliere di nome Freddie Johnson che lo porta dal suo allenatore Russ McGirr. Durante questa esperienza, Pollard vinse alcune delle gare alle quali partecipò e il suo modo di fare coi cavalli, impressionò molto McGirr che si rese conto di avere tra le mani un talento ed una promessa futura dei circuiti ippici. La cosa che più lo colpì, era il suo approccio con i cavalli che non era dettato dalla forza ma dalla dolcezza. Pollard riusciva a calmare e a cavalcare cavalli molto difficili e nevrili, con il semplice uso della calma, avendo avuto esperienza nei peggiori circuiti del paese, era arrivato a comprendere che il maltrattamento andava sostituito con la pazienza, per poter ottenere dei risultati in pista.

### Perdita dell'occhio destro
Nonostante questo dono, Pollard continuava ad avere una carriera mediocre. Alcuni dei suoi fallimenti in pista erano dovuti principalmente alla perdita della vista dall'occhio destro causato dal calcio di un cavallo, durante una gara su una pista affollata all'inizio della sua carriera e non, come suggerisce il film del 2003 "Seabiscuit - Un mito senza tempo", per colpa di un colpo subito ad un incontro di pugilato. L'incidente successe principalmente per lo scarso uso, all'epoca, di caschi di sicurezza e questa parziale cecità lo condizionò molto in pista. Infatti, non avendo la facoltà di una vista bifocale, non poteva avere una percezione precisa delle distanze degli altri cavalli. Pollard, cavalcò sempre alla cieca verso destra, questo perché aveva un temperamento coraggioso e non conosceva la paura. La sua condizione rimase un segreto per paura di non poter più essere assunto come fantino, fino al 1937.

### L'incontro con Seabiscuit
Nell'estate del 1936, dopo dodici anni di sfortuna e di fallimenti, Pollard si ritrovò, come molti altri dopo la depressione, ad esser un senzatetto. Durante il mese di agosto, Pollard si recò alla fiera di Detroit, in cerca di un lavoro e incontrò per la prima volta Tom Smith, che a sua volta cercava un fantino per il cavallo che stava allenando, il leggendario Seabiscuit, di proprietà del magnate dell'automobile Charles S. Howard.
Appena Pollard e Seabiscuit si incontrarono, il cavallo, che aveva già dimostrato di avere un carattere nevrile, cercò di spaventare il fantino ma lui, dolcemente, gli si avvicinò e gli offrì una zolletta di zucchero, cosa che Pollard portava sempre nelle tasche dei pantaloni, dato il suo mestiere. Seabiscuit accettò il premio e si avvicinò alla spalla del fantino, arrendendosi alle sue carezze in un raro gesto d'affetto. Tom Smith, capì che fantino e cavallo si erano scelti e da quel momento cominciò una delle storie di coraggio e speranza più famose della cultura americana.

### Il tormento degli incidenti
Per un lungo periodo di tempo, Red Pollard e Seabiscuit, illuminarono i circuiti della costa occidentale d'America vincendo alcuni dei più prestigiosi concorsi ippici. Nel 1937, parteciparono alla Santa Anita Handicap in California. La gara iniziò senza problemi e Pollard si piazzò davanti al gruppo dopo soli 800 metri. Inspiegabilmente, in dirittura d'arrivo, Pollard sembrò rallentare Seabiscuit e al traguardo venne battuto per la lunghezza di un muso da un altro cavallo di nome Rosemont. La stampa si accanì su questo risultato, dato che sembrò evidente che il fantino aveva smesso di spronare Seabiscuit proprio al taglio del traguardo. I giornalisti specularono sulla cattiva gestione del cavallo e sulla poca esperienza di Pollard ma la vera spiegazione fu proprio che Rosemont, aveva rimontato alla destra di Pollard e lui, essendo completamente cieco da quell'occhio, non aveva visto l'avversario e di conseguenza non aveva continuato a tirare il cavallo, convinto di poter tagliare il traguardo in tutta sicurezza.
Dopo aver reso pubblico l'handicap di Pollard, fu presa la decisione di tenerlo come fantino di Seabiscuit e i due rimasero insieme, per volere del proprietario e dell'allenatore del cavallo che considerarono comunque il loro affiatamento, qualcosa che non era facile da sostituire. Ma la sfortuna sembrava perseguitare Pollard. Durante una gara con un cavallo di nome Far Knightess, nel febbraio del 1938, Pollard rimase gravemente ferito. Rischiò la vita, dato che il cavallo gli rovinò addosso due volte schiacciandogli la cassa toracica e rompendogli un braccio. Il suo ricovero in ospedale fu lungo e difficoltoso, date le lesioni. Dopo mesi di fisioterapia, Pollard si riprese e il 23 giugno del 1938, gli venne chiesto di montare in un giro di prova, un nuovo puledro di nome Modern Youth.
Durante il giro di pista, il cavallo si spaventò per un forte rumore e si diresse verso le scuderie. Pollard venne scaraventato sul fienile e si ruppe la gamba in più punti, sotto il ginocchio. La frattura era talmente grave che in un primo momento l'unica soluzione parve l'amputazione, decisione che venne poi accantonata dai medici che tentarono comunque di salvargliela. Questo incidente, fece svanire a Pollard la possibilità di montare Seabiscuit nel match del 1º novembre 1938, denominato il "duello del secolo", contro War Admiral, il campione indiscusso della costa orientale. Il suo posto, per questa gara, venne preso da George Woolf, un fantino molto quotato all'epoca e, soprattutto, grande amico di Pollard.
Durante la sua degenza ospedaliera, a Pollard venne riferito dai medici che sicuramente non avrebbe più potuto montare a cavallo e questa notizia gettò nello sconforto il fantino che in quel periodo, divenne alcolizzato per la depressione che lo aveva colto. In suo aiuto, arrivò un'infermiera privata di nome Agnes Conlon. I due si innamorarono e presto Pollard la chiese in moglie. Il loro matrimonio non fu ben visto dalla famiglia di lei, che era di una levatura più alta di quella del fantino ma questo non scoraggiò la coppia che, durante la loro unione durata circa 40 anni, vissero felicemente ed ebbero 2 figli.

### Il ritorno
Dopo essere stato dimesso dall'ospedale, Pollard e sua moglie, vennero invitati a trasferirsi per la degenza alla tenuta dei signori Howard. Nello stesso periodo, anche Seabiscuit subì un grave incidente in pista, rompendosi il legamento della zampa anteriore sinistra. Il veterinario che gli prestò le prime cure, riferì al proprietario che la carriera del cavallo era decisamente finita.
Pollard e Seabiscuit si ritrovarono così insieme nella disgrazia di non poter più partecipare alle competizioni e passarono mesi in compagnia l'uno dell'altro, al ranch, facendosi coraggio a vicenda. Il medico che periodicamente visitava Pollard, vista la sua depressione, cercò di aiutare il fantino consigliandogli di provare a montare in sella, magari in passeggiata, con l'ausilio di un tutore particolare infilato nello stivale. Il tentativo di ricominciare venne fatto in sella a Seabiscuit, anche lui pronto per provare una fisioterapia. Insieme, a poco a poco i due si ripresero e, soprattutto, ritrovarono la fiducia nel provare ad allungare sempre di più il loro lento allenamento, concedendosi oltre alle passeggiate, qualche passo di trotto.

### La grande gara
Questo miglioramento, suggerì ad Howard di ritentare a partecipare alla Santa Anita Handicap, gara che per la terza volta avrebbero provato a vincere. Howard non voleva però che a montare Seabiscuit fosse di nuovo Pollard, considerando questo ennesimo tentativo un suicidio da parte sua. Infatti, se il fantino avesse avuto un altro incidente, avrebbe perso per sempre l'uso della gamba. Pollard convinse Howard ricordandogli che tra lui e Seabiscuit c'erano in tutto 4 gambe che funzionavano perfettamente, sufficienti per affrontare una competizione.
Nel 1940 Red Pollard in sella a Seabiscuit, vinse la Santa Anita Handicap di una lunghezza e mezza, dopo il terzo tentativo, portandosi a casa il montepremi di $ 121.000. All'interno del circuito furono 78.000 le persone che assistettero al rientro del fantino e del cavallo, sostenendo il grande evento che dette coraggio e speranza al popolo americano terribilmente provato dallo stato di povertà che affliggeva il paese dopo il crollo di Wall Street dovuto alla Grande depressione del '29.

### Il ritiro
Seabiscuit venne ritirato dalle corse subito dopo la Santa Anita per la meritata pensione e Pollard fece lo stesso poco dopo. Ma non riuscì a rimanere a lungo lontano dai circuiti ippici. Ritornò in sella e rimase vittima di altri due incidenti, rompendosi un'anca in un'occasione e lesionandosi la schiena in un'altra. Dopo questi altri due ricoveri, Pollard ricominciò a frequentare le gare minori alle quali partecipava ad inizio carriera ma, senza Seabiscuit, la sua carriera non ebbe molto successo. Si ritirò definitivamente dalle corse nel 1955, all'età di 46 anni. Lavorò per un periodo di tempo ad un ufficio postale, fece il cameriere e si ritrovò in seguito di nuovo nel mondo dei cavalli come preparatore di cavalli e di nuovi fantini.
Il 7 marzo del 1981 Pollard morì per cause non del tutto chiarite. Sua moglie Agnes, malata di cancro da tempo, lo seguì due settimane più tardi. Nel 1982 fu inserito nella "Hall of Fame del Canadian Horse Racing". Nel 2003 la storia di Red Pollard e Seabiscuit fu portato sullo schermo e il fantino fu interpretato da Tobey Maguire nel film di Gary Ross Seabiscuit - Un mito senza tempo.

## Maggiori gare vinte
- Prince of Wales Stakes (1933)
- King Edward Gold Cup (1933)
- Agua Caliente Handicap (1934)
- Governor's Handicap (1936)
- Bay Bridge Handicap (1936)
- World's Fair Handicap (1936)
- Bay Meadows Handicap (1937)
- Yonkers Handicap (1937)
- Massachusetts Handicap (1937)
- San Juan Capistrano Handicap (1937)
- San Carlos Handicap (1937)
- Brooklyn Handicap (1937)
- San Antonio Handicap (1940)
- Santa Anita Handicap (1940)

## Onorificenze
- Canadian Horse Racing Hall of Fame (1982)